# Chietla
Chietla es una población del estado mexicano de Puebla. Forma parte de la región de la Mixteca Poblana o de Izúcar de Matamoros, en el suroeste de esa entidad federativa mexicana. Es la cabecera del municipio de Chietla.
Ocupa una parte del Valle de Matamoros, caracterizado por su clima cálido y la planitud de su relieve. La altitud promedio de Chietla es de 1122 metros sobre el nivel del mar. Al sur del municipio se encuentra una pequeña cadena montañosa que separa el valle de Matamoros del valle de Chiautla. Esta serranía forma parte de la provincia geológica del Eje Neovolcánico. El principal río de Chietla es el Nexapa, que nace del deshielo del Popocatépetl y es uno de los grandes afluentes del río Atoyac.
Actualmente cuenta con una gran cantidad de empleados procedentes de comunidades como: Lagunillas, Ahuehuetzingo, Chietla, Izúcar de Matamoros, La Galarza, Atlixco.  Chietla, sede del ayuntamiento, concentra alrededor de la sexta parte de la población del municipio. Políticamente, el municipio se subdivide en trece juntas auxiliares.

## Personas destacadas
- Roberto Merino
- Sabino Burgos, militar zapatista de la Revolución mexicana.
- Carlos Revilla, Matemático
- Pedro Arias Portilla, Agrónomo y autor del libro El problema forestal de México.
- Manuel Sosa Pavón, Revolucionario.[cita requerida]
- Felipe Franco Pacheco, Investigador lingüístico, autor del libro Indonimia geográfica del Estado de Puebla.
- Dolores Campos Ponce, mujer analfabeta que luchó por el reparto agrario de tierras en bienestar de la comunidad.[cita requerida]
- Francisco Mendoza Palma, Revolucionario firmante del plan de Ayala
- Juan Gutiérrez Briones, Revolucionario zapatista.
- Miguel Espinosa, Escritor a quien se le debe el libro histórico-poético Zafra de odios, azúcar amargo.
- Leopoldo Vital Cuautla, Músico de instrumentos de cuerda, violín, mandolina, banjo y guitarra.
- Simón Letichipia Vázquez, Músico de jazz.
- Maximino Martínez C., Músico popular y violinista de mariachi y sones de danza.
- Daniel Romero, Danzante, promotor de la danza de Vaqueros y locos.
- Macario García, Danzante y promotor de la danza de los Tecuanis.
- Monseñor Gilberto Balbuena Sánchez, Obispo emérito.
- Presbítero José Bravo Cañongo, Párroco.
- Honorio Galvan Pineda; músico; director y compositor de música popular, fundador de la orquesta continental 70 y bandas estilo sinaloense.